# Jean-Christophe Belleveaux
 (juillet 2020).
Si vous disposez d'ouvrages ou d'articles de référence ou si vous connaissez des sites web de qualité traitant du thème abordé ici, merci de compléter l'article en donnant les références utiles à sa vérifiabilité et en les liant à la section « Notes et références ».
Jean-Christophe Belleveaux est un poète français né à Nevers dans la Nièvre en 1958.

## Biographie
De racines nivernaises et polonaises, il fait des études de lettres à Dijon et apprend la langue thaï à l'Institut National des Langues et Civilisations Orientales à Paris.
Il a animé la revue Comme ça et Autrement durant sept années.
.

## Œuvre
- L'imposture, Les Carnets du Dessert de Lune, 2025
- Géographies furtives, éditions Gros Textes/La Dipso, 2025
- indigo, c'est le titre, Pierre Turcotte éditeur, 2024
- Les lointains, Éditions Faï fioc, 2023
- Comment dire ? co-écrit avec Corinne Le Lepvrier, Éditions La Sirène étoilée, 2018
- Territoires approximatifs, Éditions Faï fioc, 2018
- Pong, Éditions La tête à l'envers, 2017
- L'emploi du temps, Éditions le phare du cousseix, 2017
- cadence cassée, Éditions Faï Fioc, collection "cahiers", 2016,
- Fragments mal cadastrés, Éditions Jacques Flament, 2015
- Bel échec co-écrit avec Édith Azam, Le Dernier Télégramme, 2014
- Démolition, Les Carnets du dessert de Lune, 2013
- ces angles raturés, ô labyrinthe, Le Frau, 2012
- Épisode premier, Raphaël De Surtis, 2011
- CHS, Contre Allées, 2010
- Machine Gun, Potentille, 2009
- La Fragilité des pivoines, Les Arêtes, 2008
- La quadrature du cercle, Les Carnets du dessert de Lune, 2006
- soudures, etc., Polder / Décharge, 2005
- Caillou, Gros Textes, 2003
- Nouvelle approche de la fin, Gros Textes, 2000
- Géométries de l'inquiétude (nouvelles), Ed. Rafaël de Surtis, 1999
- Dans l'espace étroit du monde, Wigwam, 1999
- Poussière des longitudes, terminus, Ed. Rafaël de Surtis, 1999
- le compas brisé, Pays d’Herbes, 1999
- Carnet des états successifs de l'urgence, Les Carnets du dessert de Lune, 1998
- Le fruit cueilli, Pré Carré, 1998
- Bar des Platanes, L’épi de seigle, 1998
- sédiments, Polder / Décharge, 1997
- L'autre nuit (avec Yves Humann), éditions Saint-Germain-des Prés, 1983

en anthologies :
- Nous la multitude, anthologie réalisée par Françoise Coulmin aux éditions du Temps des cerises, 2011
- L'inquiétude de l'esprit ou pourquoi la poésie en temps de crise ? (ouvrage collectif de réflexion de 21 auteurs), Éditions Cécile Defaut, 2014
- dehors, recueil sans abri (anthologie dont les bénéfices sont reversés à ActionFroid), éditions Janus, 2016
- Kaléidoscope, Tapis de chiffons (participation : 173 illustrations de Cécile A. Holdban réalisées durant le premier confinement au printemps 2020 sur des feuilles de thé séchées accompagnées et inspirées par les vers de 173 poètes contemporains français, hongrois, suisses, belges, norvégiens, américains, entre autres.), Atelier des Noyers, 2023
- Plus de cent frontières (participation à l'anthologie), éditions pourquoi viens-tu si tard ? 2023
- Du corps du poète au corps poétique (participation à l'anthologie), Les Cahiers de Poètes & Co, 2024

## Pour approfondir